# Ipoteza planetariului

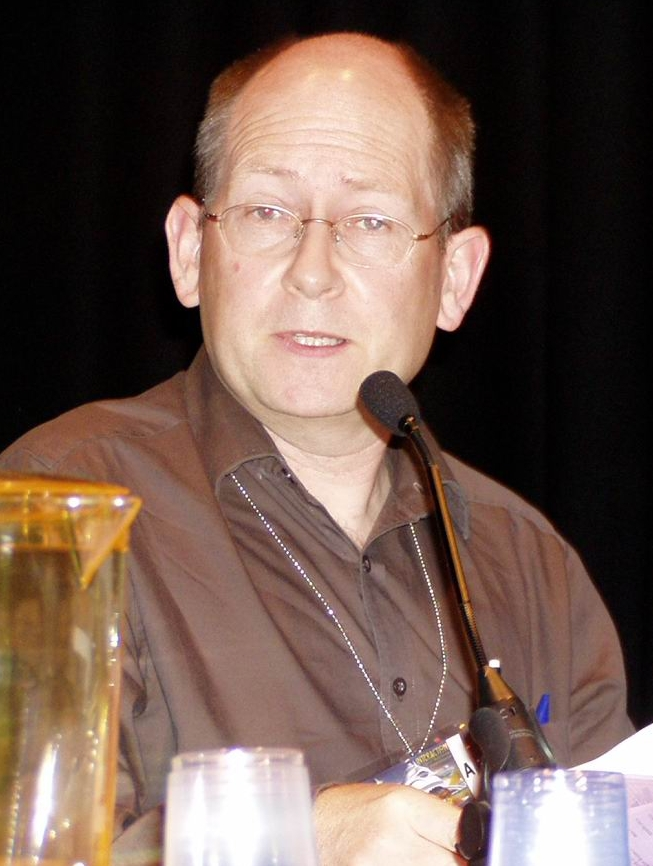
Stephen Baxter în 2005

Ipoteza planetariului, concepută în 2001 de autorul Stephen Baxter, încearcă să ofere o soluție a paradoxului lui Fermi. Această ipoteză susține că observațiile noastre astronomice reprezintă o iluzie creată de o civilizație de tip III capabilă să manipuleze materia și energia la nivel galactic. Baxter postulează faptul că oamenii nu găsesc dovezi ale vieții extraterestre, deoarece universul observat de noi a fost conceput astfel încât să pară lipsit de altă viață.

## Prezentare
Conform ipotezei, Pământul ar fi prins într-o simulare puternică a realității virtuale, care ar ascunde semnele și dovezile prezenței extraterestre. Semnalele electromagnetice ar ascunde semnătura prezenței lor generând echivalentul unui planetariu, la scara întregului Sistem Solar. Ideea a fost preluată în romanul lui Robert Heinlein, Univers, dar și în filmele Matrix sau The Truman Show. Stephen Webb consideră ipoteza un fel de solipsism modern, contrară ipotezei parcimoniei sau Briciul lui Occam; Webb consideră ipoteza planetariului nerealistă, însă admite că o civilizație foarte puternică (de tip III) poate exista. Dispozitivele necesare iluziei planetariului necesită stăpânirea astroingineriei. Anders Sandberg își imaginează "creierul lui Jupiter": creiere artificiale, de dimensiunea planetei Jupiter, cu o putere de calcul fenomenală. Aceste proiecte de astro-inginerie ar trebui să consume energia unei stele ca să funcționeze.

## Critică
Ipoteza a fost considerată de unii autori ca fiind speculativă și chiar aproape inutilă în orice sens științific practic, ea fiind mai mult legată de modul teologic al gândirii, împreună cu ipoteza zoo.

## Vezi și
- Realitate simulată
- Ipoteza simulării